# 1607 en littérature
| Années de la littérature : 1604 - 1605 - 1606 - 1607 - 1608 - 1609 - 1610    |
| Décennies de la littérature : 1570 - 1580 - 1590 - 1600 - 1610 - 1620 - 1630 |

Cet article présente les faits marquants de l'année 1607 en littérature.

## Évènements
- Hiver 1606-1607  : le prélat François de Sales et le juriste Antoine Favre fondent à Annecy une société savante, l'académie florimontane (1607-1610, réactivée en 1851)[1].
- 1607-1633 : cercle de Malherbe[2]. François de Malherbe enseigne à ses disciples (Maynard, Racan, Guez de Balzac, Vaugelas, Malleville etc.) sa doctrine de la langue[3].

## Parutions
- 16 janvier : achevé d’imprimer de la première édition du dictionnaire français-espagnol de César Oudin, Thresor des deux langues francoise et espagnolle, Paris, Marc Orry, 1907 (présentation en ligne)
- 1er septembre : dédicace du poème du Tasse Le sette giornate del mondo creato (« Les Sept Journées de la création du monde »), publié à titre posthume à Viterbe chez Girolamo Discepolo (composé en 1592-1594)[4].

- 18 août : Honoré d'Urfé obtient pour dix ans un privilège pour imprimer la première partie de son roman pastoral L'Astrée ; elle est imprimée à Paris par Toussaint du Bray ; la seconde partie parait en 1610, la troisième en 1619. Laissé inachevé, l'ouvrage est terminé après la mort de l'auteur par son secrétaire Balthazar Baro, qui publie la quatrième partie en 1627[5]. Il a une influence considérable sur la morale galante du XVIIe siècle et sur la préciosité.

- 3 novembre : signature de l'avis au lecteur du dictionnaire juridique du jurisconsulte anglais John Cowell, The Interpreter, Cambridge, John Legate, 1607 (présentation en ligne) ; le 23 février 1610, il est condamné par la Chambre des communes car trop en faveur de l’absolutisme royal, notamment dans l'article sur la prérogative. Le 25 mars 1610, le roi Jacques Ier publie une proclamation qui supprime et rappelle l'ouvrage[6].

- Antoine Loysel, Inſtitutes couſtumieres : Ou manuel de pluſieurs & diuerſes reigles, ſentences, & Prouerbes tant anciens que modernes du Droic‍t Couſtumier & plus ordinaire de la France, Paris, Abel L'Angelier, 1607, 1re éd., 80 p. (OCLC 829487475, BNF 30828453, lire sur Wikisource, lire en ligne)..

## Naissances
- Madeleine de Scudéry, femme de lettres française († 1701).
- Antoine Gombaud, chevalier de Méré, écrivain français († 1684).